# Celeste Legazpi
Celeste Legazpi es una actriz y cantante filipina nacida el 18 de marzo de 1950 en la ciudad de Cavite. Durante las décadas de los años 60 y 70, sus sencillos y sus álbumes discográficos fueron reconocidos con varios discos de oro y de platino. Es hija del artista visual César Legazpi y también tuvo mucho éxito durante su carrera musical en los 80 y parte de los 90. Actualmente está casada con Nonoy Gallardo, uno de los principales compositores de la Organisasyon ng Pilipinong Mang-aawit (OPM).

## Discografía

### Álbumes
- Disco Dancing Moonlight (Pioneer Records, 1972)
- PopSongs Volume 1 (Pioneer Records, 1976)
- Ako at si Celeste (Vicor Music Corp., 1977)
- Celeste...Celeste (Universal Records, 1979)
- Bagong Plaka, Lumang Kanta (Universal Records, 1980)
- Bagong Plaka, Lumang Kanta Vol. 2 (Universal Records, 1982)
- This Is My Song (Universal Records, 1982)
- Koleksyon (Universal Records, 1984)
- Plakang Pamasko ni Celeste Legaspi (Universal Records, 1984)
- Si Celeste Naman Ngayon...Sapagkat Mahal Kayo: Tribute to Sylvia La Rorre (Universal Records, 1986)
- The 30th Year (Universal Records, 1987)
- Bagong Plaka, Lumang Kanta Vol. 3 (Universal Records, 1990)
- Ang Larawan Musical Soundtrack, BMG, 1997

### Sencillos
- "Ako'y Bakyang-bakya" / "Ang Buhay Ko'y Iyong-iyo" (1976)
- "Basta't Mahal Kita"
- "Bingwit ng Pag-ibig"
- "Binibiro Lamang Kita"
- "Dahil sa Iyo" (cover de Julio Iglesias)
- "Fiesta"
- "Galawgaw"
- "Halina't Magsaya"
- "Ikaw Kasi"
- "Kalesa"
- "Lab Na Lab"
- "Larawan ng Buhay" / "Gaano Ko Ikaw Kamahal" (1977)
- "Mamang Sorbetero" / "Kubling Hardin" (1979)
- "Minsan ang Minahal Ay Ako" (1996)
- "Movie Fan"
- "Nasaan ang Palakpakan"
- "No Money, No Honey"
- "Only Selfless Love" (2003)
- "Pagdating Mo" (1978)
- "Ang Puso Kong Nagmamahal" / "Hanggang Wakas"
- "Saan Ka Man Naroon"
- "Sabado"
- "Sapagka't Mahal Kayo"
- "Saranggola ni Pepe" / "Lahat ng Gabi Bawa't Araw" (1977)
- "Sarung Banggi"
- "Tuliro"
- "Waray-Waray"

## Filmografía

### Programas y series de televisión
- Champoy (RPN 9)
- Eat Bulaga! (RPN 9; ABS-CBN & GMA 7)
- Cebu (RPN 9)
- Concert at the Park (PTV 4)
- Vilma! (GMA 7)
- The Sharon Cuneta Show (ABS-CBN)
- A Little Night of Music (GMA 7)
- Ryan Ryan Musikahan (ABS-CBN)
- Easy Dancing (TV5)
- Keep on Dancing (ABS-CBN)
- Shall We Dance: The Next Celebrity Challenge (TV5)
- Talentadong Pinoy (TV5)
- Glamorosa (TV5)
- The Ryzza Mae Show (GMA 7)
- Ang Dalawang Mrs. Real (GMA 7)
- ASAP (ABS-CBN)
- Maalaala Mo Kaya: Portrait (ABS-CBN) (2018)
- Hello, Heart (iQIYI)

### Película
- Sa Kabila ng Lahat